# 1957 w filmie
Wydarzenia filmowe w 1957 roku.

## Premiery

### Filmy polskie
- 17 stycznia – Człowiek na torze – reż. Andrzej Munk
- 1 lutego – Zimowy zmierzch – reż. Stanisław Lenartowicz
- 25 lutego – Ziemia – reż. Jerzy Zarzycki
- 1 kwietnia – Pożegnanie z diabłem – reż. Wanda Jakubowska
- 20 kwietnia – Kanał – reż. Andrzej Wajda
- 6 maja – Trzy kobiety – reż. Stanisław Różewicz
- 25 maja – Skarb kapitana Martensa – reż. Jerzy Passendorfer
- 2 września – Wraki – reż. Ewa Petelska, Czesław Petelski
- 30 września – Zemsta – reż. Antoni Bohdziewicz, Bohdan Korzeniewski
- 10 października – Prawdziwy koniec wielkiej wojny – reż. Jerzy Kawalerowicz
- 21 października – Zagubione uczucia – reż. Jerzy Zarzycki
- 11 listopada – Kapelusz pana Anatola – reż. Jan Rybkowski
- 18 listopada – Spotkania – reż. Stanisław Lenartowicz
- 25 listopada – Szkice węglem– reż. Antoni Bohdziewicz
- 21 grudnia – Koniec nocy – reż. Julian Dziedzina

### Filmy zagraniczne
- Dwunastu gniewnych ludzi (12 Angry Men) – reż. Sidney Lumet (Henry Fonda, Jack Warden)
- Lecą żurawie (Летят журавли) – reż. Michaił Kałatozow
- Tam, gdzie rosną poziomki (Smultronstället) – reż. Ingmar Bergman
- Siódma pieczęć (Det Sjunde inseglet) – reż. Ingmar Bergman
- Człowiek w ogniu (Man on Fire) – reż. Ranald MacDougall (Bing Crosby, Inger Stevens)
- Most na rzece Kwai (The Bridge on the River Kwai) - reż. David Lean

## Nagrody filmowe
- Oskary
  - Najlepszy film – Most na rzece Kwai
  - Najlepszy aktor – Alec Guinness (Most na rzece Kwai)
  - Najlepsza aktorka – Joanne Woodward – (Trzy oblicza Ewy)
  - Wszystkie kategorie: Oskary w roku 1957
- Festiwal w Cannes
  - Złota Palma: William Wyler – Przyjacielska perswazja
- Międzynarodowy Festiwal Filmowy w Berlinie
  - Złoty Niedźwiedź: Sidney Lumet – Dwunastu gniewnych ludzi

## Urodzili się
- 1 stycznia – Ewa Kasprzyk, polska aktorka
- 2 stycznia – Joanna Pacuła, polska aktorka
- 2 stycznia – Andrzej Stachecki, polski kierownik produkcji
- 15 stycznia – Mario Van Peebles, amerykański aktor
- 20 marca – Spike Lee, reżyser, scenarzysta, producent, aktor filmowy
- 20 marca – Theresa Russell, aktorka
- 29 kwietnia – Daniel Day-Lewis, aktor
- 3 maja – Ewa Sałacka, polska aktorka (zm. 2006)
- 20 maja – Lucélia Santos, brazylijska aktorka
- 23 czerwca – Frances McDormand, amerykańska aktorka
- 4 lipca – Jenny Seagrove, aktorka
- 9 lipca – Kelly McGillis, aktorka
- 9 sierpnia – Melanie Griffith, amerykańska aktorka
- 24 sierpnia – Stephen Fry, brytyjski aktor
- 12 września – Rachel Ward, aktorka
- 15 września – Dorota Kwiatkowska, polska aktorka
- 20 września – Tomasz Dedek, polski aktor
- 24 listopada – Denise Crosby, amerykańska aktorka

## Zmarli
- 14 stycznia – Humphrey Bogart, amerykański aktor (ur. 1899)
- 12 marca – Josephine Hull, amerykańska aktorka (ur. 1886)
- 4 lipca – Judy Tyler, aktorka (ur. 1932)
- 24 lipca – Sacha Guitry, francuski aktor i reżyser (ur. 1885)
- 7 sierpnia – Oliver Hardy, amerykański aktor (Flip i Flap) (ur. 1892)
- 25 grudnia – Charles Pathé, francuski pionier przemysłu filmowego (ur. 1863)